# Leptoperla curvata
Leptoperla curvata är en bäcksländeart som beskrevs av Günther Theischinger 1980. Leptoperla curvata ingår i släktet Leptoperla och familjen Gripopterygidae. Inga underarter finns listade i Catalogue of Life.